# Маркус, Грейл
Грейл Маркус (англ. Greil Marcus, род. 19 июня 1945, Сан-Франциско, США) — американский писатель, музыкальный журналист и культурный критик. Известен своими научными и литературными эссе, в которых помещал рок-музыку в более широкую плоскость культуры и политики. Публиковался в таких изданиях, как Rolling Stone, Creem, Spin, The Village Voice и Pitchfork.

## Биография
Маркус родился в Сан-Франциско, в семье Грейла Герстли и Элеоноры Герстли, урожденной Хайман. Его отец, морской офицер, погиб в декабре 1944 года во время филиппинского тайфуна, повредившего корпус корабля USS Hull на котором он служил в ранге старшего помощника. Адмирал Уильям Хэлси приказал третьему флоту ВМС США войти в тайфун «Кобра», «чтобы посмотреть, из чего они сделаны», и, несмотря на настоятельные просьбы экипажа ослушаться, Герстли отказался ослушаться приказа, утверждая, что в истории ВМС США никогда не было мятежей. Этот инцидент вдохновил Германа Воука на написание романа «Бунт на „Кейне“», за которую он получил «Пулитцеровскую премию». Элеонора Герстли была на третьем месяце беременности, когда получила известие о смерти мужа. В 1948 году она вышла замуж за Джеральда Маркуса, ее сын был усыновлен и получил фамилию своего отчима. У Грейла Маркуса есть несколько сводных братьев и сестер.
Маркус получил степень бакалавра в области американских исследований в Калифорнийском университете в Беркли, там же он посещал аспирантуру по курсу политологии. Впоследствии он часто упоминал своего профессора Майкла Роджина в качестве одной из ключевых персон оказавших на него влияние: «Этот курс в большей степени стал тем инструментом, который направил меня на путь, по которому я двигался всю дальнейшую жизнь, хорошо это или нет — по сравнению со всем остальным»
.
Маркус был рок-критиком и обозревателем журнала Rolling Stone (где также выступил в роли первого редактора музыкальных рецензий), а также других известных изданий, включая Creem, The Village Voice, Artforum и Pitchfork. С 1983 по 1989 год входил в совет директоров Национального круга книжных критиков Его книга «Mystery Train» (впервые была опубликована в 1975 году — в 2015 году вышло её 6-е обновлённое издание) примечательна тем, что помещает рок-н-ролл в контекст американских культурных архетипов, начиная от Моби Дика и Великого Гэтсби до Стаггера Ли. «Признание Маркусом единства в американском воображении, которое уже существует» вдохновило множество других рок-журналистов. 30 августа 2011 года журнал Time представил список из «100 лучших научно-популярных книг опубликованных с 1923 года» (год возникновения журнала); «Mystery Train» вошла в список пяти книг, посвященных культуре и единственной затрагивающей тему американской музыки. Публицист Дуайт Гарнер писал в The New York Times: «„Mystery Train“ — одна из немногих критических работ, которая может вызвать у меня подобие слёз. Она срезонировала в моем юном сознании, словно аккорд ми мажор, которым The Beatles заканчивают „A Day in the Life“».
В своей следующей книге, «Lipstick Traces: A Secret History of the 20th Century» (1989), Маркус также использовал свой фирменный приём, анализируя целое столетие западной цивилизации. Позиционируя панк-рок как трансисторический культурный феномен, Маркус исследовал философские связи между такими разнообразными предметами, как средневековые еретики, дадаизм, ситуационисты и Sex Pistols.
В 1991 году Маркус опубликовал книгу «Dead Elvis», сборник сочинений об Элвисе Пресли, а двумя годами позже — «Ranters and Crowd Pleasers» (переиздана под названием «In the Fascist Bathroom: Punk in Pop Music»), исследование постпанка через призму политизированной поп-музыки.
Используя пиратские записи Боба Дилана в качестве отправной точки, он препарировал американское подсознание в книге «Invisible Republic: Bob Dylan’S Basement Tapes», опубликованной в 1997 году.
Маркус является автором колонок «Elephant Dancing» и «Real Life Rock Top Ten» для журналов Interview и The Believer соответственно. Иногда он преподает аспирантуру по курсу американских исследований в Калифорнийском университете, а также ведёт лекционный класс «The Old Weird America: Music as Democratic Speech — From the Commonplace Song to Bob Dylan» в Новой школе. Осенью 2008 года он работал на кафедре в Колледже свободных искусств Миннесотском Университете, где преподавал и читал лекции по истории американской поп-культуры.
В марте 2010 года была выпущена его книга го книга «That Rough God Goes Riding: Listening to Van Morrison», где автор фокусируется на «стремлении понять особый гений Ван Моррисона через экстраординарные и неклассифицируемые моменты его обширной карьеры». Название было позаимствовано из песни музыканта «Rough God Goes Riding».
В 2010 году также была опубликована книга «Bob Dylan Greil Marcus: Writings 1968—2010», годом позже — «The Doors: a Lifetime of Listening to Five Mean Years».
В 2012 году в Los Angeles Review of Books было опубликовано интервью Маркуса о его жизни. В том же году увидел свет сборник интервью писателя, отредактированный Джо Бономо.

## Личная жизнь
С 1966 года женат на Дженни Маркус, у них есть дети.